# Andrew Vázsonyi
Andrew Vázsonyi (né le 4 novembre 1916 à Budapest et mort le 13 novembre 2003 à Santa Rosa en Californie), aussi connu sous les noms de Endre Weiszfeld et Zepartzatt Gozinto, est un mathématicien hongrois puis américain, chercheur en recherche opérationnelle. Il est connu pour l'algorithme de Weiszfeld (en) de minimisation de la somme des distances à un ensemble de points, et pour avoir fondé le Institute for Operations Research and the Management Sciences,,.

## Biographie
Andrew Vázsonyi est né sous le nom Endre Weiszfeld le 4 novembre 1916 dans une famille juive de Budapest, où le père est propriétaire d'un magasin de chaussures. À l'âge de quatorze ans, il rencontre Paul Erdős] (son aîné de trois ans), et à l'âge de seize ans, il commence à travailler sur le problème de la médiane géométrique pour lequel il a ensuite publié une solution. Il étudie à l'Université catholique Péter Pázmány à Budapest, où il obtient son doctorat en 1936. Sa thèse, sur les surfaces en dimensions supérieures, est supervisée par Lipót Fejér. En raison de la discrimination croissante à l'égard des Juifs dans les années 1930 et suivant l'exemple de son cousin, l'homme politique Vilmos Vázsonyi (en), il change son nom en 1937 et devient Andrew Vázsonyi. Le nom dérive de celui de la ville natale de son père, Nagyvázsony,,. Durant cette période, Vázsonyi étudie la théorie des graphes, 
et travaille avec Erdős pour trouver les conditions nécessaires et suffisantes pour qu'un graphe infini possède un circuit eulérien,.
En 1938, Vázsonyi est invité par Otto Szász à l'Université de Cincinnati, mais il ne peut obtenir qu'un visa étudiant d'un an. Il se rend à Paris, et réussit finalement à rejoindre les États-Unis en avril 1940, deux mois avant l'invasion par les Allemands. Il passe un an dans un atelier Quaker à Haverford (Pennsylvanie), et commence en 1941 des études graduate en ingénierie mécanique à l'Université Harvard, où il étudie sous Richard von Mises avec une bourse Gordon McKay. Il obtient un M.S. en 1942 et continue à travailler à Harvard pour Howard Wilson Emmons (en), sur la conception d'un avion supersonique. Pendant son séjour à Harvard, il se marie avec la baronne Laura Vladimirovna Saparova, musicienne et immigrante venant de Géorgie rencontrée au Harvard's International Club,,.
En 1945, Vázsonyi acquiert la nationalité américaine, quitte Harvard et travaille comme ingénieur pour la Elliott Company à Jeannette (Pennsylvanie). De là, il passe en Californie où il travaille à la conception de fusées pour North American Aviation. Il change ensuite pour la Naval Air Weapons Station China Lake en 1948, où il dirige la division de le guidage et le contrôle des missiles, et en 1953 pour Hughes Aircraft. C'est alors que ses intérêts passent de l'aéronautique aux sciences de la gestion. Il commence à travailler sur l'informatisation de la paie et des lignes de production de Hughes, et sur le dessin des  pièces. Son alias Zepartzatt Gozinto vient de cette période ; il est alors en visite la RAND Corporation et, pendant une conférence, fait un jeu de mots mal interprété par George Dantzig qui est l'un des auditeurs. Durant les années 1950 et 1960, Vázsonyi continue à travailler sur des problèmes de gestion de divers autres entreprises, parmi lesquelles Ramo-Wooldridge Corporation, Roe Alderson, et un second passage à  North American Aviation,,.
En 1970, Vázsonyi rejoint la Marshall School of Business de l'Université de Californie du Sud, mais il n'obtient pas de poste permanent et en 1973 passe à la William E. Simon Graduate School of Business Administration (en) de l'Université de Rochester. À la fin de années 1970, confronté à l'obligation de partir en retraite à l'approche de ses 65 ans, il change encore, pour l'Université Sainte-Marie du Texas (en). Il prend sa retraite en 1987, mais continue à enseigner en tant que professeur émérite à l'université de San Francisco.
Vázsonyi meurt le 13 novembre 2003 à Santa Rosa (Californie). En 2009, un recueil de travaux de recherche est publié en son honneur.

## Contributions

### Algorithme de Weiszfeld

Médiane géométrique (en jaune) d'un ensemble de points. En bleu foncé le centre de masse.

La médiane géométrique d'un ensemble dans le plan euclidien est le point (qui n'appartient pas nécessairement à l’ensemble) qui minimise la somme des distances aux points donnés.
Pour trois points, la solution du problème a été donnée d'abord par Evangelista Torricelli, après avoir été posé par Pierre de Fermat au XVIIe siècle. Un algorithme pour le problème plus général d'un nombre arbitraire de points a été publié par  Weiszfeld en 1937. L'algorithme résout le problème par une technique de hill climbing, procédure itérative qui détermine à chaque étape un point améliorant la somme des distances. À chaque pas, l'algorithme attribue aux points des poids inversement proportionnels à la distance à la solution courante et calcule ensuite une moyenne pondérée des points, qui est le point qui minimise la somme des carrés des distances pondérées. L'algorithme a été fréquemment redécouvert, et même si d'autres méthodes de calcul de la médiane géométrique existent, l'algorithme de Weiszfeld continue à être couramment employé à cause de sa simplicité et de sa rapidité de convergence,.

### Théorème de Kruskal
Le théorème de Kruskal affirme que, dans tout ensemble infini d'arbres finis, il existe une paire d'arbres dont l'un inclus homéomorphiquement dans l'autre ; une autre façon d'énoncer ce fait est que les homéomorphismes d'arbres forment un bel ordre. Dans son article de 1960, il donne la première démonstration de ce résultat ; Joseph Kruskal l'attribue à une conjecture de Vázsonyi. Le théorème de Robertson-Seymour généralise considérablement ce résultat en l'étendant des arbres aux graphes.

### TIMS et DSI
Vázsonyi, considérant que l'Operations Research Society of America (ORSA) était trop éloignée des préoccupations des entreprises, fonde en 1953, avec William W. Cooper et Mel Salveson, The Institute of Management Sciences ; Cooper devient le premier président de la nouvelle société, et Vázsonyi devient le premier président sortant (sans avoir pu être président). ORSA and TIMS fusionnent en 1995 et deviennent l'Institute for Operations Research and the Management Sciences (INFORMS).
Vázsonyi a aussi participé à la fondation du Decision Sciences Institute (en) (DSI), et en devient un membre.

### Livres
En plus de son autobiographie de 2002, Which Door Has the Cadillac: Adventures of a Real-Life Mathematician,
Vázsonyi est auteur de plusieurs livres techniques, notamment :
- 1963 : Scientific programming in business and industry (Wiley)[18]
- 1970 : Problem solving by digital computers with PL/I programming (Prentice-Hall)
- 1973 : Introduction to Electronic Data Processing (Wiley & Sons)
- 1977 : Finite mathematics: quantitative analysis for management (Wiley)[19]
- 1980 : Introduction to Data Processing  (R. D. Irwin)
- 1985 : Raise Your Productivity with IBM PC (Prentice-Hall)
- 2001 : Operations Analysis Using Microsoft Excel. (Duxbury)